# Cymbalaria fragilis
Cymbalaria fragilis,  es una especie de la familia Plantaginaceae, aunque en el pasado el género Cymbalaria se encontraba clasificado en la familia Scrophulariaceae. Es nativa de la Europa mediterránea.  

## Descripción
Es una hierba  perenne que alcanza un tamaño de hasta 30 cm de altura, densamente pubescente, con pelos tectores de 0,6-0,9 mm. Tallos gruesos de 0,8-1,4 mm de diámetro, rígidos, frágiles, quebradizos, no volubles, siempre verdes, densamente pubescentes. Hojas con limbo de 4-25 × 5-30 mm, generalmente alternas, opuestas solo en la porción basal del tallo, de reniformes a orbiculares, enteras o con 3 lóbulos, ligeramente convexas, suculentas, con frecuencia discoloras, con el envés levemente purpúreo, densamente pubescentes; lóbulos subiguales, el central ligeramente mayor que los laterales, levemente marcados, mucho más anchos que largos, hemielípticos, obtusos, raramente apiculados; pecíolo 10-40 mm, generalmente tan largo como el limbo. Flores solitarias, de color blanco o levemente violáceo; pedicelo 40-50 mm, en la antesis erecto-patente y más largo que el pecíolo, en la fructificación reflexo, generalmente más corto que la bráctea, algo rígido y frágil, pubescente. Cáliz con sépalos de 2-4 × 0,4-0,9 mm, agudos, densamente pubescentes. Corola 12-15 mm; tubo de color blanco, en ocasiones con venas de color violeta obscuro hacia la base; labio superior con 2 lóbulos blancos, con venas de color violeta obscuro en la base; labio inferior con lóbulos blancos, generalmente sin venas obscuras, con manchas violáceas en la base del paladar; paladar formado por 2 notorias gibas de color blanco con mancha amarilla en el centro, sin venas obscuras; espolón 1,5-2 mm, generalmente más corto que el cáliz, cilíndrico, recto, blanco. Ovario glabro. Cápsula de 2-4 mm de diámetro, largamente pedicelada –pedicelo hasta de 60 mm–, tan larga como los sépalos o ligeramente menor, glabra. Semillas 0,55-0,65 × 0,45-0,6 mm, esferoidales, sin costillas, con ornamentación finamente alveolada, en ocasiones casi lisas, de color pardo obscuro a negras. Tiene un número de cromosomas de 2n = 56.

## Taxonomía
Cymbalaria fragilis fue descrito por (Rodr.) A.Chev. y publicado en Bull. Soc. Bot. France 83: 641 1936 publ. 1937.

## Distribución y hábitat
Se encuentra en las fisuras de rocas calizas en paredes verticales ligeramente sombreadas; a una altitud de 100-150 metros en la Isla de Menorca, en los barrancos del S en la mitad occidental de la isla.